# ハッピーエンド (2017年の映画)
『ハッピーエンド』（Happy End）は、2017年のフランス・ドイツ・オーストリアのドラマ映画。ミヒャエル・ハネケ監督・脚本。ハネケの前作『愛、アムール』（2012年）と同じく、娘と父のキャラクターをイザベル・ユペールとジャン＝ルイ・トランティニャンが演じる。第70回カンヌ国際映画祭のコンペティション部門で上映され、パルム・ドールを争った。第90回アカデミー賞外国語映画賞にオーストリア代表作として出品されている。

## キャスト
- アンヌ・ロラン: イザベル・ユペール
- ジョルジュ・ロラン: ジャン＝ルイ・トランティニャン
- トマ・ロラン: マチュー・カソヴィッツ
- ピエール・ロラン: フランツ・ロゴフスキ
- エヴ: ファンティーヌ・アルデュアン（フランス語版）
- アナイス: ローラ・ファーリンデン（フランス語版）
- ナタリー: オレリア・プティ
- ローレンス: トビー・ジョーンズ

## 製作
2015年12月、フランスメディアは『愛、アムール』のイザベル・ユペールとジャン＝ルイ・トランティニャンが再結集するミヒャエル・ハネケの最新企画『ハッピーエンド』が報じられ、そのプロットの背景に欧州難民危機があることが明らかとなった。2016年2月12日、ハネケの作品のプロデューサーを長年務めているマルガレート・メネゴスは2016年の夏にフランス北部で撮影が始まることを明かした。2016年6月27日、撮影がカレーで始まり、またマチュー・カソヴィッツがキャストに加わった。製作会社のレ・フィルム・デュ・ローザンジュが複数国での配給権を所有している。

## 公開
2016年11月、ソニー・ピクチャーズ クラシックスがアメリカ合衆国及びラテンアメリカでの配給権を獲得した。It is scheduled to be released on 22 December 2017.

## 評価
Rotten Tomatoesでは44件のレビューで支持率は64%、平均点は7.3/10となっている。Metacriticでは14件のレビューで加重平均値は75/100となった。